# Neochera herpa
Neochera herpa är en fjärilsart som beskrevs av Pieter Cornelius Tobias Snellen 1888. Neochera herpa ingår i släktet Neochera och familjen nattflyn. Inga underarter finns listade i Catalogue of Life.